# Gymnema rotundatum
Gymnema rotundatum är en oleanderväxtart som beskrevs av Thw.. Gymnema rotundatum ingår i släktet Gymnema och familjen oleanderväxter. Inga underarter finns listade i Catalogue of Life.